# REGLEG
REGLEG is het politieke samenwerkingsverband van 73 regio's met wetgevende bevoegdheid en behorende tot de lid-staten van de Europese Unie. De term regio wordt gebruikt als een generieke term om gebieden aan te duiden die zich op een niveau binnen de lidstaat bevinden, die een democratisch verkozen vergadering of parlement hebben en een regering die er verantwoording aan aflegt. In de binnenlandse context krijgen deze regio's verschillende benamingen zoals regio’s, naties, Länder, Stadtstaaten, gemeenschappen, gewesten, autonome gemeenschappen, ...

## Ontstaan
In het Verdrag van Maastricht in 1992 werd beslist om lokale en regionale besturen een stem te geven in het Europese besluitvormingsproces. Daartoe werd het Comité van de Regio's opgericht. Bedoeling was de EU dichter bij de burger brengen. Dit comité is echter een conglomeraat van 114 regio's, deelstaten, autonome gebieden, steden en gemeenten op verschillend niveau en met uiteenlopende bevoegdheden. Bovendien bleek de invloed van de regio's in het supranationale unie verwaarloosbaar. Daarom werd besloten een apart informeel netwerk op te richten met die regio's die een democratisch verkozen regering en wetgevende bevoegdheden hebben. Dit initiatief uit 2001 ging uit van 7 regio's: Beieren, Catalonië, Schotland, Noordrijn-Westfalen, Salzburg, Vlaanderen en Wallonië. Ze drongen er bij de EU in een verklaring op aan dat de rechtstreekse invloed van de regio's in de nieuwe Europese Grondwet zou vastgelegd worden. Later werd besloten dat alle regio's met wetgevende bevoegdheid tot het samenwerkingsverband konden toetreden, om gezamenlijk meer druk op de Europese instanties te kunnen uitvoeren.

## Doelstelling
De drieënzeventig regio's, vertegenwoordigen meer dan 200 miljoen Europese burgers, bijna 45% van de EU-bevolking.
Ze ijveren:
- voor een duidelijker aflijning van de bevoegdheden van de EU, zodat de grenzen van de Europese integratie duidelijk vastliggen
- voor de erkenning van de speciale status van de REGLEG regio's als wetgevende entiteiten, onafhankelijk van andere regionale autoriteiten
- voor het formaliseren van het recht van deze regio's rechtstreeks toegang te hebben tot de Raad van de Europese Unie en niet enkel via de vertegenwoordigers van hun nationale staten
- voor directe toegang tot het Hof van Justitie van de Europese Unie wanneer een regio het principe van subsidiariteit geschonden acht.
- voor een betere toegang tot de Europese Commissie in de voorbereiding van de besluitvorming, om te voorkomen dat er een te opdringerige regelgeving komt vanwege Europa of de nationale staten.·

## Organisatie
Het voorzitterschap van REGLEG wordt waargenomen door een driemanschap, dat jaarlijks opnieuw worden aangeduid. De regio die dit trio leidt, organiseert de activiteiten van REGLEG. Om de continuïteit te verzekeren, is het trio samengesteld uit de uittredende, de huidige en de toekomstige voorzitter. De voorzitter heeft tot taak de Jaarlijkse Conferentie te organiseren in zijn eigen regio, in samenspraak met zijn beide collega's. Op deze conferentie zijn de huidige 73 leden vertegenwoordigd.
Bovendien is er nog een Coördinatiecomité dat zes maal per jaar vergadert. Het is voorgezeten door de voorzitter van REGLEG en samengesteld uit 20 vertegenwoordigers van de leden. De huidige samenstelling bestaat uit 4 regio's uit Duitsland, Italië en Spanje, 2 regio's uit Groot-Brittannië, Oostenrijk en België en een regio voor Portugal en Finland.

## Samenstelling van REGLEG
| EU-Lidstaat                                                            | Regio's | Bevolking (2011) |
| ---------------------------------------------------------------------- | --- | ---------------- |
| Groep A: Ganse land is opgedeeld in regio's met wetgevende bevoegdheid | |                  |
| België                                                                 | Brussels Hoofdstedelijk Gewest, Duitstalige Gemeenschap, Franse Gemeenschap, Vlaanderen, Wallonië | 10.951.66        |
| Duitsland                                                              | Baden-Württemberg, Beieren, Berlijn, Brandenburg, Bremen, Hamburg, Hessen, Mecklenburg-Voor-Pommeren, Nedersaksen, Noordrijn-Westfalen, Rijnland-Palts, Saarland, Saksen, Saksen-Anhalt, Sleeswijk-Holstein, Thüringen      | 81.751.602       |
| Italië                                                                 | Abruzzen, Apulië, Basilicata, Calabrië, Campania, Emilia-Romagna, Friuli-Venezia Giulia, Lazio, Ligurië, Lombardije, Marche, Molise, Piëmont, Sardinië, Sicilië, Toscane, Trente, Umbrië, Valle d'Aosta, Veneto, Zuid-Tirol | 60.626.412       |
| Oostenrijk                                                             | Burgenland, Karinthië, Neder-Oostenrijk, Opper-Oostenrijk, Salzburg, Stiermarken, Tirol, Vorarlberg, Wenen | 8.404.252        |
| Spanje                                                                 | Andalusië, Aragón, Asturië, Aragón, Balearen, Baskenland, Canarische Eilanden, Cantabrië, Castilië-La Mancha, Castilië en León, Catalonië, Extremadura, Galicië, Madrid, Murcia, Navarra, La Rioja, Valencia                | 46.152.926       |

| EU-Lidstaat                                           | Regio         | Bevolking regio (2011) | Bevolking land (2011) |
| ----------------------------------------------------- | ------------- | ---------------------- | --------------------- |
| Groep B: Niet alle regio's met wetgevende bevoegdheid |               |                        |                       |
| Finland                                               |               |                        | 5.375.276             |
| Finland                                               | Åland         | 28.007                 | 0,5 %                 |
| Portugal                                              |               |                        | 10.636.979            |
| Portugal                                              | Azoren        | 245.811                | 2,3 %                 |
| Portugal                                              | Madeira       | 247.568                | 2,3 %                 |
| Verenigd Koninkrijk                                   |               |                        | 62.435.709            |
| Verenigd Koninkrijk                                   | Noord-Ierland | 1.794.362              | 2,9 %                 |
| Verenigd Koninkrijk                                   | Schotland     | 5.208.121              | 8,3 %                 |
| Verenigd Koninkrijk                                   | Wales         | 3.002.875              | 4,8 %                 |

## Samenstelling van het Coördinatiecomité
Het Coördinatiecomité dat zes maal per jaar vergadert bestaat uit de voorzittende regio en volgende vaste leden:
| EU-Lidstaat         | Regio's                                                         |
| ------------------- | --------------------------------------------------------------- |
| België              | Vlaanderen, Wallonië                                            |
| Duitsland           | Baden-Württemberg, Beieren, Noordrijn-Westfalen, Rijnland-Palts |
| Finland             | Åland                                                           |
| Italië              | Friuli-Venezia Giulia, Piëmont, Sicilië, Toscane                |
| Oostenrijk          | Salzburg, Wenen                                                 |
| Portugal            | Madeira                                                         |
| Spanje              | Baskenland, Catalonië, Extremadura, Galicië                     |
| Verenigd Koninkrijk | Schotland, Wales                                                |

## Voorzitterschappen
| Jaar | Regio                          | Land                |
| ---- | ------------------------------ | ------------------- |
| 2013 | Friuli-Venezia Giulia          | Italië              |
| 2012 | Wenen                          | Oostenrijk          |
| 2011 | Brussels Hoofdstedelijk Gewest | België              |
| 2010 | Aragón                         | Spanje              |
| 2009 | Piëmont                        | Italië              |
| 2008 | Vlaanderen                     | België              |
| 2007 | Catalonië                      | Spanje              |
| 2006 | Wales                          | Verenigd Koninkrijk |
| 2005 | Beieren                        | Duitsland           |
| 2004 | Schotland                      | Verenigd Koninkrijk |
| 2003 | Salzburg                       | Oostenrijk          |
| 2002 | Toscane                        | Italië              |
| 2001 | Wallonië                       | België              |
| 2000 | Catalonië                      | Spanje              |